# Rincón de los Sauces
Rincón de los Sauces es una ciudad ubicada en el departamento Pehuenches en el noreste de la provincia del Neuquén, en la Patagonia argentina.

## Toponimia histórica
En el año 1929 Pablo Cabrera publica un material referidos a nomencladores del norte neuquino y del sur mendocino, datos que fueron relevados de una Información Sumaria del año 1658 debido a una maloca fallida convocada por el cacique günün a küna Bartolo Yuyarri [Yayürrü: huron en lengua günün a yajüch]. Entre las toponimias nombradas se hallaba aquella de "Cotto Gualata - Tierra del indio Llunculiche" [Yükülüch: partes sobrantes de la confección de los quillangos] habitada por los günün a küna, al que se los mal llama pegüenches por vestirse al modo de ellos para maloquear y no ser descubiertos según menciona Getiyo [Güyütü: flecha] en su declaración.
"Cotto Gualata" proviene de la lengua günün a yajüch del Pueblo Günün a küna (coloquialmente llamados Pampas Hets o Tehuelches septentrionales). La primera parte es kütü "juntos" y las demás son wala =walü "arboleda" haciendo referencia al Sauce y ta "donde hay" (visto en otras toponimias como Valcheta y Treneta en la provincia de Río Negro); el todo dice kütü walata "sauzal" o literalmente "donde hay arboledas [sauces] juntas", siendo entonces la antigua denominación de la zona donde hoy se asienta Rincón de los Sauces.

## Historia para leer
Hubo asentamientos de colonos a fines del siglo XIX y principios del siglo XX, pero una gran inundación por la crecida del río Barrancas en 1914 (anterior Hemiciclo Húmedo 1870 a 1920) borra los asentamientos anteriores a esta fecha. Por ello los registros y memorias de pobladores se remontan a épocas posteriores a esa fecha, situación catastrófica para la planificación de obras de arte ingenieriles.
Hasta 1965, era un paraje habitado por crianceros de ganado caprino y ovino. YPF monta campamentos exploratorios y en 1968 encuentra petróleo en Puesto Hernández, transformándose en uno de los principales yacimientos del país. El antiguo campamento petrolero se convierte en pueblo fundado oficialmente el 20 de diciembre de 1971.
El 10 de diciembre de 2019 asumió Norma Sepulveda como intendente, siendo la primera mujer en ocupar ese cargo.

### Capital Nacional de la Energía
Rincón de los Sauces fue declarada capital nacional de la energía, no obstante este reconocimiento es parcial, dado que no debe sobreponerse a la declaración a Comodoro Rivadavia como Capital Nacional del Petróleo. Sino más bien compartirla en cierto modo, siendo ambas capitales por su producción y relevante papel histórico.

## Geografía
Reconocida por la gran actividad petrolera, creció en la margen derecha del río Colorado.
La ciudad se encuentra a 206 km de la capital provincial.
Clima
Predomina el clima árido. Los inviernos son fríos y los veranos calurosos. En época invernal son muy frecuentes las heladas. Suele estar ventoso todo el año, pero especialmente en primavera. Las precipitaciones tienen un máximo en otoño e invierno, aunque no es raro que se produzcan en otra estación.

## Paleontología
En 1996 se halla, muy cerca de la ciudad, ejemplares de Titanosaurios, completos; únicos en encontrarse en ese estado en el mundo. Se planifica crear un centro turístico de dinosaurios[cita requerida]. Y puede agregarse el estudio espeleológico de cavernas y arqueológico en cuevas de pueblos originarios.

## Población
Rincón de los Sauces es una ciudad de la provincia del Neuquén, que de acuerdo a los datos del censo 2022 arrojó 9463 viviendas con una población de 24 233 habitantes.
Su crecimiento fue del 31.1% de acuerdo al censo 2010.
Según el censo de 1991 la localidad contaba con 3.974 pobladores; al momento de realizarse el censo de 2001 contaba con 10.129 habitantes 
Tras el censo 2010 cuenta con 19,398 habitantes (Indec, 2010) lo que representó un incremento del 85,6% frente a los 10,071 habitantes (Indec, 2001) del censo anterior. La población se compuso de 10.421 varones y 8.977 mujeres, lo que arrojó un índice de masculinidad del 116.09%. En tanto, las viviendas pasaron de ser 2.803 a 6.773 

| Gráfica de evolución demográfica de Rincón de Los Sauces entre 1991 y 2022 |
|                                                                            |
| Fuente: Censos nacionales del INDEC                                        |

## Educación
Rincón cuenta con 6 escuelas secundarias: 2 comerciales, 2 técnicas y 2 privadas, además de contar con más de 8 escuelas primarias. Las escuelas secundarias son representadas (en el ámbito público) por los Centros Provinciales de Educación Media (CPEM),  las Escuelas Provinciales de Educación Técnica (EPET) y un Instituto Superior de Formación Docente.  
Los centros educativos públicos:
- Educación Terciaria:
  - ISFD n.º  11
- Secundarias:
  - CPEM n.º 24 (Comercial)
  - CPEM n.° 89 (Adultos)
  - EPET n.º 16 (Técnica)
  - EPET n.º 24 (Técnica)
  - Escuela Cristiana Descubrir
  - Colegio Auroras del Sur
- Primarias:
  - Escuela Especial n.º 14
  - Escuela Primaria n.º 238
  - Escuela Primaria n.º 300
  - Escuela Primaria n.º 314
  - Escuela Primaria n.º 335
  - Escuela Primaria n.º 346
  - Escuela Primaria n.º 355
  - Escuela Primaria n.° 363
  - Nucleamiento Educativo n.º 5 (primaria de adultos)
  - Escuela Cristiana Descubrir

- Nivel inicial:
  - Jardín integral N.º 37
  - Jardín integral N.º 47
  - Jardín anexo de escuela primaria N.º 355
  - Jardín integral n. º81
  - Jardín de infantes en escuela Cristiana Descubrir

Con respecto a la educación universitaria la ciudad cuenta con la presencia de la Universidad Empresarial Siglo 21 con sus carreras a distancia.

## Deportes
El Club Deportivo Rincón es el más importante de la ciudad. La disciplina más destacada es el fútbol. Participa del Torneo Federal A. También participa de la Liga de Fútbol del Neuquén (LI.FU.NE.), de la cual se consagró campeón en 7 ocasiones. Además, ha participado de torneos organizados por la AFA en varias oportunidades, como la Copa Argentina.

## Economía
La principal actividad de la región es industria petrolera
. Fue una cuenca con grandes yacimientos de petróleo y de gas que aportaron la mitad del total de la producción hidrocarburífera de la Argentina.
Si bien la perforación en el área a partir del 2008 se ha casi detenida, se observa un gran avance en las zonas aledañas como los yacimientos Cañadón Amarillo y Desfiladero Bayo Este en la provincia de Mendoza.

### Conexión bioceánica
Tiene los puertos de San Antonio Este y de Bahía Blanca sobre el mar Argentino (océano Atlántico, a 755 y 681 km respectivamente, y el trayecto al puerto de Talcahuano sobre el mar Chileno (océano Pacífico) es de 798 km a través del paso internacional Pino Hachado.

## Parroquias de la Iglesia católica en Rincón de los Sauces
| Diócesis  | Neuquén           |
| --------- | ----------------- |
| Parroquia | Cristo Resucitado |